# Arthurs Lake
Arthurs Lake är en sjö i Australien. Den ligger i delstaten Tasmanien, i den sydöstra delen av landet, omkring 100 kilometer norr om delstatshuvudstaden Hobart. Arthurs Lake ligger 951 meter över havet. Arean är 53 kvadratkilometer. Den sträcker sig 11,6 kilometer i nord-sydlig riktning, och 9,8 kilometer i öst-västlig riktning.
Trakten runt Arthurs Lake är nära nog obefolkad, med mindre än två invånare per kvadratkilometer. Genomsnittlig årsnederbörd är 1 078 millimeter. Den regnigaste månaden är september, med i genomsnitt 130 mm nederbörd, och den torraste är februari, med 46 mm nederbörd.